# Sisymbriopsis shuanghuica
Sisymbriopsis shuanghuica là một loài thực vật có hoa trong họ Cải. Loài này được (K.C. Kuan & Z.X. An) Al-Shehbaz, Z.X. An & G. Yang miêu tả khoa học đầu tiên năm 1999.